# Primo Central
Primo Central ist ein seit dem Frühjahr 2010 vom Bibliothekssoftware-Anbieter Ex Libris angebotener fachübergreifender Index akademischer Materialien. Verzeichnet werden vornehmlich elektronische Bücher und Zeitschriftenaufsätze. Als Bibliotheksdienstleister verfügt  Ex Libris nicht über eigene Inhalte, sondern bezieht die Daten von primären und sekundären Verlegern, Aggregatoren und Open-Access-Sammlungen. Je nach Vereinbarung mit dem Anbieter werden bibliographische Metadaten, Abstracts, Schlagwörter und/oder Volltexte geboten.
Der Primo Central-Index wird von  Ex Libris in einer Cloud-Computing-Umgebung gehostet und gewartet. Bibliotheken können ihn – auf Wunsch gemeinsam mit dem lokalen Bibliothekskatalog – in ein Discovery- und Delivery-System einbinden, und so ihren Kunden eine umfassende Suche ermöglichen. Dabei kann jede Bibliothek individuelle Einstellungen bezüglich der genutzten Inhalte, ihrer Anzeige und des Rankings der Ergebnisse vornehmen.

## Zielgruppe
Mit den fachübergreifenden akademischen Inhalten von Primo Central richtet sich Ex Libris vornehmlich an wissenschaftliche Bibliotheken. Auch wenn Primo Central hauptsächlich im anglo-amerikanischen Raum verbreitet ist, gibt es auch im deutschsprachigen Raum bereits Bibliotheken, in denen er zum Einsatz kommt. Zu diesen zählen die Universitäts- und Landesbibliothek Münster, die Universitätsbibliothek Paderborn, die Universitätsbibliothek Wien, die Universitätsbibliothek Salzburg und die Bibliothek der Eidgenössischen Technischen Hochschule Zürich. Außerdem bietet der Kooperative Bibliotheksverbund Berlin-Brandenburg (KOBV) eine Konsortiallösung an, welche von den Universitätsbibliotheken der Freien Universität Berlin, der Humboldt-Universität zu Berlin und der Technischen Universität Berlin sowie der Universitäts- und Landesbibliothek Düsseldorf genutzt wird.

## Kosten
Primo Central ist kostenpflichtig. Der Service ist im Abonnement mit vertraglich festgelegten Verlängerungs- und Kündigungsfristen zu einem Festpreis erhältlich.

## Inhalte
Der Primo Central-Index umfasst ca. 400 Mio. Datensätze und wächst, nach Angaben des Betreibers, kontinuierlich. Im Index enthalten sind schwerpunktmäßig englischsprachige E-Books und Aufsätze aus etwa 150.000 Zeitschriften. Der Anteil nicht-englischsprachiger Quellen soll nach Angaben von  Ex Libris vergrößert werden.

## Funktionsumfang
Primo Central stellt einen Index wissenschaftlicher Literatur dar, der aus verschiedenen Quellen aggregiert wird. Er kann gemeinsam mit den lokalen Katalogdaten einer Bibliothek in Discovery und Delivery-Systeme eingebunden werden. Dies kann Primo von  Ex Libris, aber auch ein anderes Produkt, wie z. B. die Open-Source-Software VuFind, sein. Über die Oberfläche des jeweiligen Front-End-Systems wird eine integrierte Suche möglich.
Der Anwenderbibliothek stehen verschiedene Anpassungsoptionen zur Verfügung. So kann sie beispielsweise beeinflussen, ob ihren Kunden bei der Recherche nur lizenzierte oder auch nicht lizenzierte Inhalte angeboten werden sollen. Des Weiteren können Einstellungen in Bezug auf das Ranking der Trefferlisten vorgenommen werden, so dass lokal verfügbare Quellen eine Priorisierung erfahren.
Über das jeweilige Front-End-System können dem Bibliotheksnutzer Funktionen wie das Eingrenzen umfangreicher Trefferlisten mittels facettiertem Browsing, die Datenübernahme in Literaturverwaltungsprogramme oder Web-2.0-Funktionalitäten wie Social Tagging ermöglicht werden.

## Technische Grundlagen / Systemarchitektur
Über das in der jeweiligen Anwenderbibliothek eingesetzte Front-End-System können Anfragen an Primo Central gestellt werden. Auch bei der Recherche in verschiedenen Quellen findet keine Metasuche, sondern eine Anfrage in einem umfassenden Index statt, der entsprechend regelmäßig aktualisiert werden muss.
Innerhalb von Primo Central ist eine sogenannte Publishing Platform angesiedelt: Bei Primo Central werden vor der Indexierung die Daten aus verschiedenen Systemen „geharvestet“, dann geprüft und anschließend unterschiedliche Formate und Dubletten zusammengeführt. Die Qualität der Datenzusammenführung hängt maßgeblich von der Qualität der von den verschiedenen Lieferanten zur Verfügung gestellten Einzeldaten ab. Erst nach der  Normalisierung erfolgt die Indexierung.
Für den unmittelbaren Zugriff auf einen lizenzierten Volltext wie auch für die Verfügbarkeitskontrolle im Front-End-System wird ein Linkresolver benötigt.
Primo Central arbeitet zur Indexierung mit Lucene. Über die sogenannte „Deep Search“ besteht aber auch die Möglichkeit, Daten aus Primo Central mittels anderer Suchmaschinen, wie z. B. FAST oder Zebra, zu recherchieren. Hierzu besteht eine Java Schnittstelle.

## Weitere Literatur
- Knitel, Markus: Architektur und Parametrisierung von Primo im Österreichischen Bibliotheksverbund: Ein Überblick. In: Mitteilungen der VÖB 63 (2010), Nr. 1/2, S. 56–68 (Heft als PDF online)
- Neubauer, Karl W.: Wie lange braucht der Wissenschaftler noch ein Bibliotheksportal? In: B.I.T. online 13 (2010), Nr. 4, S. 363–367.
- Wieser, Martin; Stern-Erlebach, Georg: Einsatz von Primo an der Universitäts- und Landesbibliothek Tirol. In: Mitteilungen der VÖB 64 (2011), Nr. 2, S. 189–195 (Heft als PDF online).